# Koritič von Mrazovec
Koritič von Mrazovec (Koritich de Mrazovecz, chorvatsky Koritić Mrazovečki) je šlechtický rod pocházející z hor Mali Kalnik na severozápadě Chorvatska,což je historický kraj v Bjelovar-Križevci (HUN. Belovar-Koros vármegye) v bývalém království Chorvatska a Slavonie. První zmínka o tomto rodu pochází z roku 1613.

## Významní členové rodu
Nejznámější příslušníky z rodu byli : Francis Xavier, duchovní (1771–1809), Mirko, podžupan Kříževeckého kraje (1766–1832), Dragutin (1803–1890), Gustav,c.k. kapitán a vojenský soudce (1857), Ferdinand c.k. důstojník (1841–1878)

## Příbuzné rody a rodiny
Szakach Vojnovecz et de Kápolna, Vukotinovic, von Starck, Zirtya.

## Rodinná sídla
Repinec, Popovac v Kříževeckém kraji

## Rodový erb
štít rozdělen diagonálně pomocí zvlnění vpravo (horní část) srpek měsíce následují dvě šesticípé hvězdy, nalevo (spodní část) rameno v brnění drží šavli,nahoře uprostřed: helma, s čelenkou, z níž mezi roztaženými křídly orlů se zvedá ruka v brnění s šavlí s nabodnutou hlavou Turka